# قرطمة
تقع بلدية قرطمة (بالإسبانية: Cártama) في مقاطعة مالقة التابعة لإقليم الأندلس جنوب إسبانيا.

## الاسم
يرجع أصل اسم «قرطمة» إلى لفظ «قرت» (𐤒𐤓𐤕) الكنعانيِّ ومعناه «المدينة». وكتبه الرومانُ في ما بعد «Cartha». قدِم إليها الفينيقيون المقيمون في مالقة بعد تَوَغُّلهم في وادي الخرس. نجد هذا اللفظَ الكنعانيَّ أيضا في أصل اسم مدينة قرطاج.

## السكان
بلغ عدد سكان بلدية قرطمة 22.867 نسمة عام 2011 (وفقاً للمعهد الوطني الإسباني للإحصاء).
| 12.713 | 13.004 | 13.900 | 16.692 | 18.865 | 21.313 | 22.867 |